# Michel Cochenet
Michel Cochenet fue un jinete francés que compitió en la modalidad de concurso completo. Ganó una medalla de plata en el Campeonato Mundial de Concurso Completo de 1970, y una medalla de bronce en el Campeonato Europeo de Concurso Completo de 1967.

## Palmarés internacional
| Campeonato Mundial | Campeonato Mundial    | Campeonato Mundial | Campeonato Mundial |
| Año                | Lugar                 | Medalla            | Categoría          |
| ------------------ | --------------------- | ------------------ | ------------------ |
| 1970               | Punchestown (Irlanda) | Medalla de plata   | Por equipos        |
| Campeonato Europeo |                       |                    |                    |
| Año                | Lugar                 | Medalla            | Categoría          |
| 1967               | Punchestown (Irlanda) | Medalla de bronce  | Por equipos        |